# ウォーターベリー駅 (コネチカット州)
ウォーターベリー駅（Waterbury）は、コネチカット州ニューヘイブン郡ウォーターベリーにあるメトロノース鉄道の駅。

## 概要
メトロノース鉄道のウォーターベリー支線の駅である。この駅からコネチカット州にあるブリッジポート駅に行ける。ウォーターベリー支線の最終駅。

## 利用可能な鉄道路線／列車
メトロノース鉄道：
■ウォーターベリー支線

## 駅構造
| のりば | 路線                  | 方向 | 行先               | 備考 |
| ------ | --------------------- | ---- | ------------------ | ---- |
| 1      | ■ウォーターベリー支線 | 上り | ブリッジポート方面 |      |

## 隣の駅
メトロノース鉄道
■ウォーターベリー支線
ノーガタック - ウォーターベリー